# Heinz Küpper (Schriftsteller)
Heinz Küpper (* 10. November 1930 in Euskirchen; † 18. November 2005 in Mechernich) war ein deutscher Schriftsteller.

## Leben und Werk
Heinz Küpper studierte Germanistik und Geschichte an der Universität Bonn und der Freien Universität Berlin. Von 1960 bis 1988 war er Lehrer am Städtischen St. Michael Gymnasium in Bad Münstereifel.
Küpper schrieb in erster Linie Romane und Erzählungen, verfasste aber auch Gedichte und Essays sowie Drehbücher für Fernsehfilme, von denen vier im deutschen Fernsehen (NDR und ZDF) ausgestrahlt wurden. Küpper debütierte 1963 mit dem Roman Simplicius 45 (Förderpreis für Literatur der Stadt Köln 1965), der Verarbeitung einer deutschen Kindheit und Jugend in der Zeit des Nationalsozialismus. Dieser vielbeachtete Roman wurde in acht Sprachen übersetzt.
Von besonderer Bedeutung ist ebenfalls Küppers Berlin-Roman Der Zaungast, der die Zeit der 1950er Jahre aus der Sicht eines aus der westlichen Provinz kommenden Studenten schildert und reflektiert.
Die »Jakob-Romane«, in deren Mittelpunkt der couragierte Priester und Privatdetektiv Jakob steht, sind in der Eifel und Köln angesiedelt.
Seit 2007 ist die Konejung Stiftung: Kultur im Besitz der Rechte an Küppers Werken. Eine Neuausgabe seiner Bücher, darunter ein Roman aus dem Nachlass, die sich auf zeitkritische, ironisch grundierte Art und Weise mit deutscher Geschichte des 20. Jahrhunderts befassen, ist als Werkausgabe weit fortgeschritten (bisher drei Romane, eines davon mit Beiheft, ein Sammelband mit Nachlasstexten und Abhandlungen über den Schriftsteller).
Heinz Küpper lebte bis zu seinem Tod über viele Jahre in Bad Münstereifel.

## Einzeltitel
- Simplicius 45. Roman. Friedrich Middelhauve Verlag, Köln 1963; Fischer Taschenbuch Verlag, Frankfurt am Main 1966; Verlag Landpresse, Weilerswist 1997.
- Milch und Honig. Roman. Friedrich Middelhauve Verlag, Köln 1965.
- Wohin mit dem Kopf? Roman. Erb Verlag, Düsseldorf 1986; Verlag Landpresse, Weilerswist 1998.
- Zweikampf mit Rotwild. Roman. Verlag Landpresse, Weilerswist 1996.
- Hermann Rohr und andere. Erzählungen. Verlag Landpresse, Weilerswist 1998.
- Seelenämter. Roman. Verlag Landpresse, Weilerswist 2000.
- Der Zaungast. Roman. Verlag Landpresse, Weilerswist 2002.
- Westdeutsche Familiengeschichten. Drei Erzählungen. Verlag Landpresse, Weilerswist 2004.
- Texte aus dem Nachlass. In: Simplicius und die Seinen. Über den Schriftsteller Heinz Küpper. Verlag Ralf Liebe, Weilerswist 2010.
- Linker Nebenfluss der Nogat. Roman. Erstausgabe. Verlag Ralf Liebe, Weilerswist 2010.
- Simplicius 45. Roman. Neuausgabe. Verlag Ralf Liebe Weilerswist 2010.
- Der Zaungast. Roman. Neuausgabe. Verlag Ralf Liebe, Weilerswist 2010.

## Hörbuch
- Hermann Rohr und andere. Notizen vom Rande der Biographie. Gelesen von Bernt Hahn, Renate Fuhrmann, Gerd Köster, Chris Nonnast. 2 CDs. Verlag Ralf Liebe, Weilerswist o. J. [2014].

## Drehbücher
- Ein Mädchen (NDR)
- Vier Tage unentschuldigt (NDR)
- Stammgäste (ZDF)
- Die Beförderung (ZDF)